# Auerstein
Der Auerstein ist eine Erhebung aus Porphyrgestein im Naturraum Bergstraße am Westrand des Naturparks Neckartal-Odenwald. Östlich schließt der Hohe Nistler (496 m) an. Er liegt an der Nordseite des Höllbachtales und damit nördlich von Heidelberg-Handschuhsheim in Baden-Württemberg. Der Auerstein wurde früher als Steinbruch genutzt.
Das Gebiet ist von einem südsüdwestlich gelegenen Eichen-Mischwald bedeckt. Reste von Trockenrasen und Zwergstrauchheiden sind vorhanden. Diese Vegetation war früher in der Gegend verbreitet, wurde jedoch durch den menschlichen Einfluss, speziell durch das Anlegen von Weinbergen und Obstgärten, zurückgedrängt. Der Auerstein ist als Naturdenkmal ausgewiesen.